# مک‌لارن
مک‌لارن ریسینگ لیمیتد (به انگلیسی: McLaren Racing Limited) که با نام تجاری مکلارن-مرسدس نیز فعالیت می‌کند، یک تیم مسابقات فرمول یک و بخشی از گروه مک‌لارن است که دفتر مرکزی‌اش در ووکینگ، ساری در انگلستان قرار دارد. این تیم دومین تیم قدیمی فرمول یک (بعد از فراری) و با برنده شدن ۱۹۴ مسابقه، ۱۲ قهرمانی رانندگان و ۹ قهرمانی سازندگان، یکی از موفق‌ترین تیم‌های فرمول یک است.

## تاریخچه
این تیم در سال ۱۹۶۳ توسط بروس مک‌لارن نیوزلندی تأسیس شد. مک‌لارن در سال ۱۹۶۸ در گرندپری بلژیک به اولین پیروزی خود دست یافت. اما بهترین موفقیت آنها در مسابقات کن-ام به دست آمد. زمانی که این تیم بین سال‌های ۱۹۶۷ تا ۱۹۷۱ حاکم بلامنازع مسابقات بود. مک‌لارن در سال‌های ۱۹۷۲، ۱۹۷۴ و ۱۹۷۶ در مسابقات ایندیاناپولیس ۵۰۰ و کن-ام موفقیت‌های بیشتری به دست آورد.
بعد از مرگ بروس مک‌لارن در جشنواره سرعت گودوود در سال ۱۹۷۰، تدی مایر هدایت تیم را برعهده گرفت و با مدیریت او تیم به اولین مقام قهرمانی در مسابقات فرمول یک در سال ۱۹۷۴ دست یافت. رانندگان تیم قهرمان امرسون فیتیپالدی و جیمز هانت بودند که به ترتیب در سال‌های ۱۹۷۴ و ۱۹۷۶ در رده‌بندی رانندگان به مقام اول رسیدند. در سال ۱۹۷۴ شرکت فیلیپ موریس مارلبورو همکاری خود را با مک‌لارن به عنوان حامی مالی آغاز کرد. رابطه‌ای این دو سال‌ها دوام داشت.

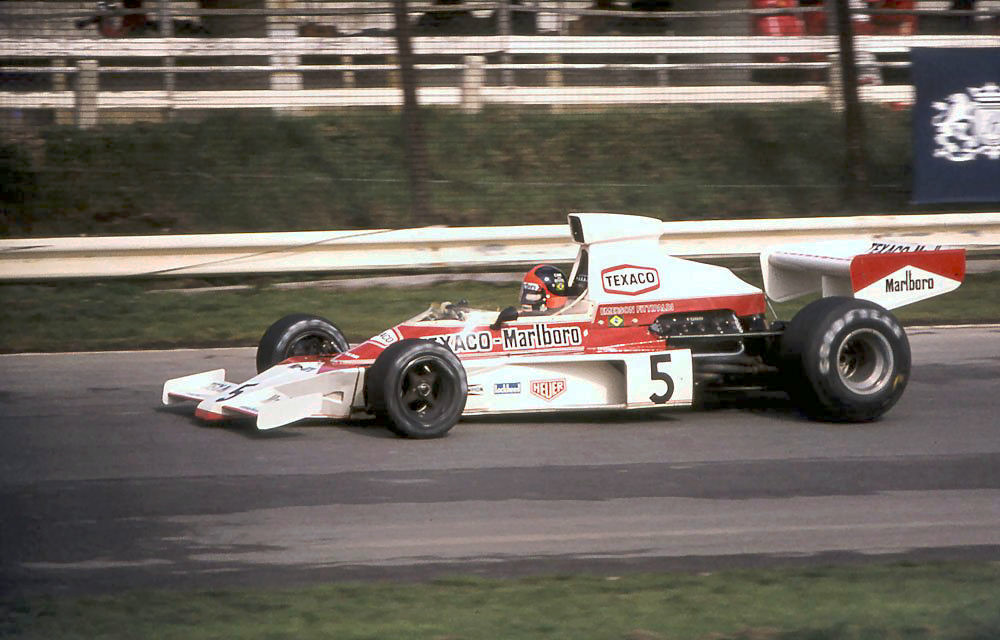
امرسون فیتیپالدی در سال ۱۹۷۴ با مک‌لارن به مقام اول رانندگان رسید

در سال ۱۹۸۱ مک‌لارن با پروژه ۴ ریسینگ به مدیریت ران دنیس شریک شد. ران دنیس مدیریت تیم را برعهده گرفت و بعد با خرید کل سهام کنترل تیم را به دست گرفت. پس از آن بود که تیم با موتورهای پورشه و هوندا و رانندگانی همچون نیکی لائودا، آلن پروست و آیرتون سنا موفق‌ترین دوران خود را آغاز کرد. این سه راننده هفت بار مقام اول رانندگان و مک‌لارن شش بار مقام قهرمان تیمی را به دست آورد. ترکیب پروست و سنا موفق‌ترین تیم رانندگان مک‌لارن بود. در سال ۱۹۸۸ این دو راننده به جز یک مسابقه، همه مسابقات فصل را بردند. اما رقابت شدید این دو باعث شد پروست تیم را ترک کند و به فراری برود.
تا اواسط دهه ۹۰ میلادی با رفتن هوندا از فرمول یک مک‌لارن و رفتن سنا به ویلیامز، مک‌لارن سه فصل را بدون پیروزی پشت سر گذاشت. مک‌لارن با موتور مرسدس بنز، حمایت مالی وست و ماشین‌هایی که توسط آدرین نیویی طراحی شده بود و رانندگی میکا هاکینن در سال ۱۹۹۸ و ۱۹۹۹ قهرمان شد و آخرین قهرمانی سازندگان این تیم در به سال ۱۹۹۸ به دست آمد.
در سال ۲۰۰۷ تیم در جدول سازندگان و رانندگان پیشتاز بود اما در آخرین رقابت قهرمانی رانندگان را به کیمی رایکونن باختند و به خاطر سرقت اطلاعات محرمانه فراری در جدول سازندگان ردصلاحیت شدند و قهرمانی را از دست دادند. همچنین مک‌لان از طرف فیا ۱۰۰ میلیون دلار جریمه شد. در طول سال‌های ۲۰۰۰ رقیبی جدید در پیست بود. آخرین مقام قهرمانی این تیم با لوییس همیلتون در سال ۲۰۰۸ به دست آمد. در سال ۲۰۰۹ دنیس راس از مدیریت تیم فرمول یک بازنشسته شد و مدیریت این تیم به مارتین ویتمارش رسید.
در سال ۲۰۱۰ جنسون باتن دو بار در فرمول یک استرالیا و چین با مک‌لارن پیروز شد و لوییس همیلتون در مسابقات ترکیه، کانادا و بلژیک سه مقام قهرمانی برای مک‌لارن کسب کرد. اما تیم در رقابت با رد بول نتوانست قهرمانی فصل را از آن خود کند.
همیلتون و باتن در سال ۲۰۱۱ در تیم ماندند. همیلتون در چین، آلمان و امارات متحده عربی پیروز شد و باتن در کانادا، مجارستان و ژاپن اول شد. در رده‌بندی رانندگان باتن با ۲۷۰ امتیاز بعد از سباستین فتل دوم شد و در رده‌بندی تیمی مک‌لارن بعد از ردبول به مقام دوم رسید.
مک‌لارن سال ۲۰۱۲ را با پیروزی باتن و مقام دوم همیلتون آغاز کرد. همیلتون در مسابقه کانادا هم برنده شد اما در میانه فصل مک‌لارن ضعیف شد و در مسابقه سیلورستون در بریتانیا همیلتون هشتم و باتن دهم شد. آخرین مسابقه ای که مکلارن برد برمی‌گردد به رقابت آخر سال ۲۰۱۲، یعنی جایزه بزرگ برزیل
در فصل ۲۰۱۳ بعد از رفتن همیلتون به تیم مرسدس، سرجیو پرز به مک‌لارن پیوست. اما تیم قدرت قبلی را نداشت و در جدول سازندگان پنجم شد.
در اولین مسابقه سال ۲۰۱۴ مکلارن توانست با رد صلاحیت شدن دنیل ریکاردو، هر دو خودرو را روی سکو ببیند اما در ادامه فصل، اوضاع خوب پیش نرفت و در نهایت تیم پنجم شد.

## تاریخچه مسابقات: فرمول یک

### موتور هوندا
نام خودرو جدید ام‌پی۴–۳۰ است و در رانندگان تغییری رخ داد. قهرمان دو دوره جهان، فرناندو آلونسو در آغاز فصل بعد از فصل ۲۰۰۷ به تیم بازگشت. اما بزرگ‌ترین خبر، استفاده مکلارن از موتور هوندا بود. ام‌پی۴–۳۰، پس از مک‌لارن ام‌پی۴/۷ای—که در رقابت‌های فصل ۱۹۹۲ شرکت کرد—نخستین خودروی ساخت مک‌لارن بود که با پایان یافتن همکاری مک‌لارن با مرسدس در پایان فصل ۲۰۱۴، به یک موتور هوندا با نام آرای۶۱۵اچ مجهز می‌شد. ام‌پی۴–۳۰ در فصل ۲۰۱۵ تنها ۲۷ امتیاز کسب کرد و تیم مک‌لارن را در رده‌بندی قهرمانی سازندگان جهان، در مقام نهم قرار داد. باتن و آلونسو نیز در رده‌بندی قهرمانی رانندگان جهان به‌ترتیب در رده‌های شانزدهم و هفدهم قرار گرفتند. تیم مک‌لارن در آغاز فصل در استرالیا شروع سختی را تجربه کرد؛ چرا که موتور هر دو خودرو، جهت افزایش اطمینان‌پذیری در مسابقه، روی سطح عملکرد ضعیف‌تری تنظیم شده‌بود و همین موضوع باعث شد تا مکلارن در مرحلهٔ تعیین خط جایگاه‌های ردیف آخر را در خط شروع مسابقه کسب کنند. حداکثر سرعت جنسون باتن ۲۸۸ کیلومتر بر ساعت (۱۷۹ مایل بر ساعت) مقابل دوربین‌های ثبت سرعت، ثبت کرد که نسبت به سریع‌ترین خودرو، حدود ۲۱ کیلومتر بر ساعت (۱۳ مایل بر ساعت) کندتر بود.از آنجا که مجموعه‌ای از مشکلات فنی و بازنشستگی‌ها نیز در طول فصل عملکرد این خودرو را زیر سؤال بردند، این موضوع، فصل ۲۰۱۵ را به سخت‌ترین فصل برای تیم مک‌لارن در فرمول یک بدل کرد. در یک تحلیل و بررسی صورت‌گرفته بر روی این پروژه، از ناتوانی مک‌لارن و هوندا در برقراری ارتباط مناسب، دست کم گرفته‌شدن فناوری مورد نیاز برای موتور از سوی هوندا و خطاهای بحرانی در طراحی موتور، به‌عنوان دلایل مشکلات پیش‌آمده برای تیم مک‌لارن یاد شد.
پیش از آغاز فصل ۲۰۱۵، مک‌لارن در ۲۹ ژانویهٔ ۲۰۱۵ خودروی ام‌پی۴–۳۰ را با یک رنگ‌آمیزی سیاه و نقره‌ای کروم و نقش‌های قرمز رونمایی کرد. این طرح اولیهٔ بدنه مورد انتقاد طرفدارانی قرار گرفت که معتقد بودند این رنگ‌بندی دربردارندهٔ رنگ نقره‌ای یکسان با رنگ سازمانی و رسمی شرکت مرسدس-بنز است. انتخاب این رنگ منجر به ناامیدی بیشتر طرفداران مک‌لارن شده‌بود. پس از آن، و در طول فصل مسابقات، مک‌لارن رنگ‌آمیزی اولیهٔ سیاه، نقره‌ای و قرمز بدنه را تغییر داد و با شروع جایزه بزرگ اسپانیا ۲۰۱۵، از یک طرح جدید شامل رنگ سیاه به‌عنوان رنگ غالب، و نقش‌های قرمز پرده‌برداری کرد.
در سال ۲۰۱۶ اوضاع بهتر شد و آلونسو ۵۴ امتیاز و باتن ۲۱ امتیاز گرفتند و تیم در جدول سازندگان ششم شد
جنسون باتن دیگر بازنشسته شده و برای فصل ۲۰۱۷ اشتوفل واندورن جایگزین او شد. هر چند برای گرندپری موناکو باتن به‌جای آلونسو که به مسابقات ایندی ۵۰۰ رفته بود مسابقه داد. آلونسو ۱۷ و واندون ۱۳ امتیاز گرفت. وتیم نهم شد اما زک برون اعلام کرد که برای سال ۲۰۱۸ به مدت سه سال از موتور رنو استفاده خواهند کرد.

### موتور رنو (۲۰۱۸–۲۰۲۰)
تیم برای فصل ۲۰۱۸ از همان ترتیب رانندگان فصل قبل خود یعنی فرناندو آلونسو و اشتوفل واندورن استفاده کرد. مک‌لارن قرارداد موتور را با هوندا، تمدید نکرد و از موتور رنو استفاده کرد. رنگ جدید مکلارن، نارنجی پاپایی است که نوعی احترام به بروس مکلارن بنیانگذار مکلارن است. آلونسو ۵۰ و واندورن ۱۲ امتیاز گرفت و تیم در جدول سازندگان به دلیل مشکلات مالی فورس ایندیا و خروج و تغییر نام به ریسینگ پوینت، ششم شد.
در سال ۲۰۱۹ فرناندو آلونسو و استوفل واندورن از فرمول یک خداحافظی کردند و کارلوس ساینز به همراه لاندو نوریس عضو تیم شدند. ساینز ۹۶ و نوریس ۴۹ امتیاز کسب کردند و تیم در جدول سازندگان چهارم شد.
در سال ۲۰۲۰ مک‌لارن تغییری در رانندگانش ایجاد نکرد. ساینز ۱۰۵ امتیاز گرفت و همانند فصل قبل ششم شد. نوریس با ۹۷ امتیاز نهم شد. با ضعف موتور فراری و نزدیک شدن رنو، رقابت بین تیم‌های رده میانی شدید شد. تیم در آن سال پس از فصل ۲۰۱۲، دوباره بین سه تیم برتر قرار گرفت و سوم شد.

### بازگشت به موتورهای مرسدس (۲۰۲۱-)
مک‌لارن پس از پایان قرارداد با رنو دوباره در سال ۲۰۲۱ از پیشرانه‌های مرسدس استفاده می‌کند. مک‌لارن قبلاً از سال ۱۹۹۵ تا ۲۰۱۴ نیز با مرسدس همکاری کرده بود. دنیل ریکاردو با قراردادی چند ساله از رنو به مک‌لارن پیوست و هم‌تیمی لاندو نوریس برای مسابقات جهانی فرمول یک سال ۲۰۲۱ بود. ریکاردو جایگزین کارلوس ساینز شد که به فراری منتقل شد.
در سال ۲۰۲۳، با ترک دنیل ریکاردو، اسکار پیاستری که قبلاً به‌عنوان راننده جانشین در آلپاین حضور داشت، جایگزین وی شد.

## نتایج فرمول یک
(کلید)
| سال  | شاسی       | پیشرانه                                       | تایر | راننده       | ۱     | ۲       | ۳        | ۴        | ۵        | ۶         | ۷      | ۸         | ۹       | ۱۰       | ۱۱       | ۱۲     | ۱۳       | ۱۴      | ۱۵    | ۱۶      | ۱۷      | ۱۸    | ۱۹      | ۲۰    | ۲۱      | ۲۲     | امتیاز | ق.س.   |
| ---- | ---------- | --------------------------------------------- | ---- | ------------ | ----- | ------- | -------- | -------- | -------- | --------- | ------ | --------- | ------- | -------- | -------- | ------ | -------- | ------- | ----- | ------- | ------- | ----- | ------- | ----- | ------- | ------ | ------ | ------ |
| ۲۰۲۰ | ام‌سی‌ال۳۵   | رنو ئی-تک ۲۰ ۱٫۶ وی۶ توربو                    | P    |              | اتریش | اشتیریا | مجارستان | بریتانیا | هفتادمین | اسپانیا   | بلژیک  | ایتالیا   | توسکانی | روسیه    | ایفل     | پرتغال | ایمولا   | ترکیه   | بحرین | صخیر    | ابوظبی  |       |         |       |         |        | ۲۰۲    | سوم    |
| ۲۰۲۰ | ام‌سی‌ال۳۵   | رنو ئی-تک ۲۰ ۱٫۶ وی۶ توربو                    | P    | لاندو نوریس  | 3     | ۵       | ۱۳       | ۵        | ۹        | ۱۰        |        |           |         |          |          |        |          |         |       |         |         |       |         |       |         |        | ۲۰۲    | سوم    |
| ۲۰۲۰ | ام‌سی‌ال۳۵   | رنو ئی-تک ۲۰ ۱٫۶ وی۶ توربو                    | P    | کارلوس ساینز | ۵     | 9       | ۹        | ۱۳       | ۱۳       | ۶         |        |           |         |          |          |        |          |         |       |         |         |       |         |       |         |        | ۲۰۲    | سوم    |
| ۲۰۲۱ | ام‌سی‌ال۳۵ام | مرسدس ام ۱۲ ای عملکرد ۱٫۶ وی۶ توربو           | P    |              | بحرین | ایمولا  | پرتغال   | اسپانیا  | موناکو   | آذربایجان | فرانسه | اشتیریا   | اتریش   | بریتانیا | مجارستان | بلژیک  | هلند     | ایتالیا | روسیه | ترکیه   | آمریکا  | مکزیک | سائو پ. | قطر   | عربستان | ابوظبی | ۲۷۵    | چهارم  |
| ۲۰۲۱ | ام‌سی‌ال۳۵ام | مرسدس ام ۱۲ ای عملکرد ۱٫۶ وی۶ توربو           | P    | لاندو نوریس  | ۴     | ۳       | ۵        | ۸        | ۳        | ۵         | ۵      | ۵         | ۳       | ۴        | ب.       | ۱۴     | ۱۰       | ۲       | ۷     | ۷       | ۸       | ۱۰    | ۱۰      | ۹     | ۱۰      | ۷      | ۲۷۵    | چهارم  |
| ۲۰۲۱ | ام‌سی‌ال۳۵ام | مرسدس ام ۱۲ ای عملکرد ۱٫۶ وی۶ توربو           | P    | دنیل ریکاردو | ۷     | ۶       | ۹        | ۶        | ۱۲       | ۹         | ۶      | ۱۳        | ۷       | ۵        | ۱۱       | ۴      | ۱۱       | ۱۳      | ۴     | ۱۳      | ۵       | ۱۲    | ب.      | ۱۲    | ۵       | ۱۲     | ۲۷۵    | چهارم  |
| ۲۰۲۲ | ام‌سی‌ال۳۶   | مرسدس-آام‌گ اف۱ ام۱۳ ئی پرفورمنس ۱٫۶ وی۶ توربو | P    |              | بحرین | عربستان | استرالیا | امیلیا   | میامی    | اسپانیا   | موناکو | آذربایجان | کانادا  | بریتانیا | اتریش    | فرانسه | مجارستان | بلژیک   | هلند  | ایتالیا | سنگاپور | ژاپن  | آمریکا  | مکزیک | سائو پ. | ابوظبی | ۶۵*    | چهارم* |
| ۲۰۲۲ | ام‌سی‌ال۳۶   | مرسدس-آام‌گ اف۱ ام۱۳ ئی پرفورمنس ۱٫۶ وی۶ توربو | P    | لاندو نوریس  | ۱۵    | ۷       | ۵        | ۳۵       | ب.       | ۸         | ۶      | ۹         | ۱۵      | ۶        | ۷        | ۷      | ۷        | ۱۲      |       |         |         |       |         |       |         |        | ۶۵*    | چهارم* |
| ۲۰۲۲ | ام‌سی‌ال۳۶   | مرسدس-آام‌گ اف۱ ام۱۳ ئی پرفورمنس ۱٫۶ وی۶ توربو | P    | دنیل ریکاردو | ۱۴    | ب.      | ۶        | ۱۸۶      | ۱۳       | ۱۲        | ۱۳     | ۸         | ۱۱      | ۱۳       | ۹        | ۹      | ۱۵       | ۱۵      |       |         |         |       |         |       |         |        | ۶۵*    | چهارم* |

یادداشت‌ها
- * – فصل هنوز در جریان است.
- † – راننده گراند پری را به پایان نرسانده، اما از آنجا که بیش از ۹۰٪ از مسافت مسابقه را طی کرده است، در رده‌بندی قرار گرفته است.